# Rue de l'Enceinte
La rue de l'Enceinte est une voie de la commune française de Colmar.

## Situation et accès
Cette voie de circulation, d'une longueur de 90 m, se trouve dans le quartier centre.
On y accède par les rues Vauban et Saint-Éloi.
Cette voie n'est pas desservie par les bus de la TRACE.